# Trombino
Il trombìno è uno strumento musicale aerofono appartenente alla famiglia delle trombe, ma tagliato un'ottava superiore e quindi di dimensioni più ridotte rispetto alla comune tromba in si♭.
La lunghezza del tubo della tromba in si♭ è infatti all'incirca 132 cm, mentre quella del trombino in si♭ acuto circa 63 cm.
Il corrispondente termine inglese del trombino è piccolo trumpet, pertanto anche in italiano il trombino talvolta viene chiamato tromba piccola.

## Origini
La storia di tale strumento musicale segue da vicino quella della riscoperta della musica barocca avvenuta durante il Periodo Romantico ad opera di insigni musicisti quali Felix Mendelssohn e proseguita per tutto l'Ottocento.
La necessità per i trombettisti romantici di raggiungere i difficilissimi registri acuti (detti anche di clarino) richiesti nell'esecuzione delle opere barocche di J. S. Bach (come il 2º Concerto Brandenburghese, la Messa in Si minore, il Magnificat, ecc.), di Telemann, di Handel, di Vivaldi, e così via, segnò la nascita del trombino inteso come strumento musicale a sé stante, riservato esclusivamente a tale scopo.
Va detto infatti che le particolari tecniche esecutive dei trombettisti barocchi, in grado di eseguire parti di complessità estrema con semplici trombe naturali prive di pistoni e per questo considerati nei secoli XVII e XVIII musicisti di inarrivabile virtuosismo, si persero completamente nel periodo caotico seguito alla Rivoluzione francese e all'ascesa di Napoleone.
In quel periodo di grandi cambiamenti la tromba, che per tutto il periodo barocco fu lo strumento favorito di re ed imperatori, di papi e principi, largamente utilizzata in tutta Europa in ogni momento pubblico, con importanti funzioni celebrative, di rappresentanza, di richiamo, ecc., e quindi strettamente legata alle loro fortune, subì un forte declino, anche in seguito alla soppressione delle corporazioni dei trombettisti e alla perdita delle loro antiche tecniche esecutive.
L'affermarsi poi del nuovo ceto borghese che prediligeva strumenti più versatili ed adatti a contesti familiari, come il pianoforte, il violino, il flauto, ecc., fece precipitare la tromba in una grave decadenza dalla quale si risollevò soltanto nella seconda metà del XIX secolo dopo l'invenzione dei pistoni, avvenuta nel 1815, poi applicati progressivamente a tutti gli ottoni naturali, e l'entrata stabile nella grande famiglia degli strumenti dell'orchestra sinfonica.
I trombettisti romantici però, nonostante l'enorme miglioramento tecnico e costruttivo dei loro strumenti, quando dovevano eseguire musica barocca nelle tonalità originali (solitamente re maggiore), si trovavano di fronte a parti di tale complessità e difficoltà da essere ritenute addirittura impossibili da eseguire, tanto che abitualmente esse venivano trascritte per altri strumenti (ad esempio l'oboe) oppure eseguite all'ottava inferiore.
La sfida era aperta: per questo motivo a partire dalla seconda metà del XIX secolo si iniziò a progettare e a costruire trombe di taglie più piccole, quindi in grado di eseguire note più acute, per tentare di ovviare a tali problematiche.

## XIX secolo
Se si eccettuano alcune trombe militari in re acuto usate dalla cavalleria tedesca intorno al 1845, i primi esemplari di tromba piccola (sviluppati essenzialmente in lunghezza, detti "da araldo"), furono costruiti intorno al 1850-1860, ma erano venduti ancora come oggetti curiosi e comunque tali strumenti non sono giunti fino a noi.
Fu il trombettista berlinese Julius Kosleck (1835-1905) che intorno al 1871 iniziò a sperimentare professionalmente la tecnica esecutiva nei registri sovracuti, prima adattando un'antica tromba medioevale proveniente da una collezione privata e poi facendosi costruire vari esemplari di tromba piccola da alcuni costruttori: i risultati furono ottimi tanto che Kosleck fu poi conteso per tutta la sua carriera dai principali teatri europei, come la Royal Albert Hall di Londra, per l'esecuzione delle opere bachiane.
In occasione del bicentenario della nascita di Bach (1885), al quale furono dedicati numerosi cicli di concerti in tutta Europa, la domanda di trombe piccole ebbe un grande incremento: per esempio in quell'anno il costruttore parigino Selmer costruì per il trombettista Teste, dell'Operà di Parigi, alcuni trombini dritti (in varie tonalità) per eseguire il Magnificat.
Nel 1898 il trombettista Theo Charlier (1868-1944) eseguì per primo il 2º Concerto Brandeburghese nell'orchestrazione originale con una tromba piccola in sol.

## XX secolo

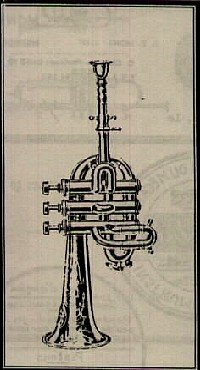
Trombino Mahillon - 1905

La vera svolta costruttiva arrivò comunque solo nel 1905 quando il costruttore nonché inventore, musicologo, collezionista belga Victor Mahillon (1841-1924), erede dell'omonima azienda di strumenti musicali operante a Bruxelles fin dal 1836, costruì la prima tromba piccola in si♭ a tre o quattro pistoni, di forma e dimensioni pressoché simili a quelle odierne.
Il quarto pistone, nella tromba piccola, serve infatti ad eseguire la nota (d'effetto) Re3, presente nelle antiche parti per tromba in Re; esso viene indifferentemente azionato dagli esecutori con il mignolo della mano destra o con l'indice della mano sinistra.
Nel dopoguerra, i trombini furono sviluppati principalmente da due costruttori, che li resero molto popolari: il tedesco Scherzer (per il grande trombettista tedesco Adolf Scherbaum, famoso per avere eseguito oltre 400 volte il 2º Concerto Brandeburghese di Bach tra il 1956 e il 1983), e il francese Selmer (per il celeberrimo trombettista francese Maurice André, il più grande virtuoso di trombino di tutti i tempi).
Nel 1971 il costruttore Renold Schilke mise sul mercato il modello P54, che incontrò subito un immediato e duraturo successo in tutto il mondo.
Lo Schilke P54 è stato infatti imitato in seguito dai più grandi costruttori mondiali di strumenti a fiato, come la Yamaha, i cui modelli odierni più venduti sono praticamente identici allo Schilke originale.

## Tecnica e utilizzo
Attualmente esistono trombini sia a cilindri che a pistoni in svariate tonalità: do/si♭ acuto, si♭/la e in sol. Spesso il cambio di tonalità si effettua sullo stesso strumento mediante la semplice sostituzione della cannetta di imboccatura.
Ogni trombettista è in grado di suonare il trombino, in quanto la tecnica di base è la stessa, ma per eccellere nello strumento occorre una grande preparazione specifica.
Per prima cosa, infatti, il bocchino del trombino è di dimensioni più ridotte rispetto al bocchino della comune tromba in si♭: ciò richiede all'esecutore una grande resistenza labiale e la massima attenzione all'intonazione.
La presenza del quarto pistone, inoltre, complica l'esecuzione specialmente dei passaggi veloci.
Per questi motivi il trombino viene considerato uno strumento "difficile", appannaggio quasi esclusivo di abili trombettisti con formazione classica che lo utilizzano nell'esecuzione del grande repertorio barocco per tromba, o in duo con l'organo, formazione quest'ultima molto popolare e ormai stabilmente affermatasi nel campo della musica sacra.
A discrezione dell'esecutore può essere utilizzato anche nell'orchestra sinfonica, nei difficili passaggi orchestrali acuti dove può sostituire le trombe acute, come nella Sagra della Primavera di Igor' Fëdorovič Stravinskij; un altro campo di utilizzo del trombino è nelle formazioni di soli ottoni quali i quintetti (sullo stile dei famosi Canadian Brass), e nelle brass-band.
Con l'eccezione di alcuni brani di Karlheinz Stockhausen la letteratura musicale dedicata al trombino è piuttosto scarsa; esso quindi non viene praticamente utilizzato in altri contesti, come ad esempio il Jazz, dove è quasi completamente assente.

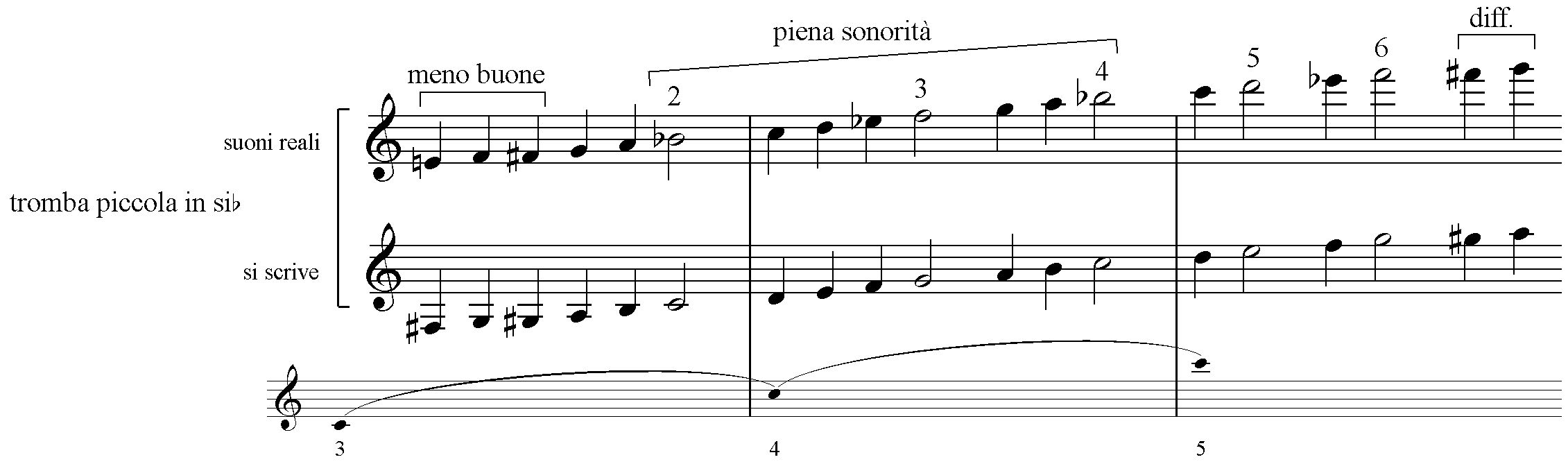
Estensione del trombino (o tromba piccola) in si bemolle acuto. L'estensione comprende anche i suoni cromatici intermedi. Le note bianche rappresentano gli armonici base dello strumento

La famosissima parte per tromba della canzone dei Beatles "Penny Lane", che per decenni fu considerata realizzata artificialmente a causa del particolare trimbro e del registro considerato troppo acuto rispetto alle possibilità della tromba, in realtà è stata incisa nel 1967 (nello studio 2 di Abbey Road), senza alcun ausilio elettronico, con un trombino in La, dal trombettista classico David Mason, eminente orchestrale della London Symphony Orchestra.